# Baumschulenbrücke
Die Baumschulenbrücke führt die Baumschulenstraße im Berliner Ortsteil Baumschulenweg 45 Grad schräg über den Britzer Verbindungskanal (ehem. Britzer Zweigkanal) am Kanalkilometer 29,82. Das Bauwerk, eine Eisenfachwerk-Konstruktion, ist 1995/96 ein Ersatzbau zur bereits 1904 errichteten Brücke und – nach historischem Vorbild – neu errichtet worden. Die ursprüngliche Brücke wurde bei der Schlacht um Berlin 1945 durch deutsche Truppen teilzerstört und später nur behelfsmäßig instand gesetzt. Zusammen mit den Auffahrtsrampen überspannt sie gleichzeitig einige Kleingartenanlagen beidseits des Kanals.

## Geschichte, Namensgebung und Baudetails
Die Brücke wurde nach der über sie führenden Baumschulenstraße benannt, die ihren Namen wiederum den zum Beginn des 20. Jahrhunderts hier befindlichen Großgärtnereien wie die Späthsche Baumschule verdankt.
Infolge des Baus des schiffbaren Kanals (zwischen 1900 und 1906) wurde an dieser Stelle die erste, gleichnamige Baumschulenbrücke 1904 errichtet. Diese war eine relativ schmucklose auf Landwiderlagern und Pfeilern in Kanalmitte ruhende Eisenfachwerkbrücke mit unten liegender Fahrbahntafel. Sie wurde zum Ende des Zweiten Weltkriegs durch Sprengungen unbrauchbar gemacht und konnte zunächst nicht genutzt werden.

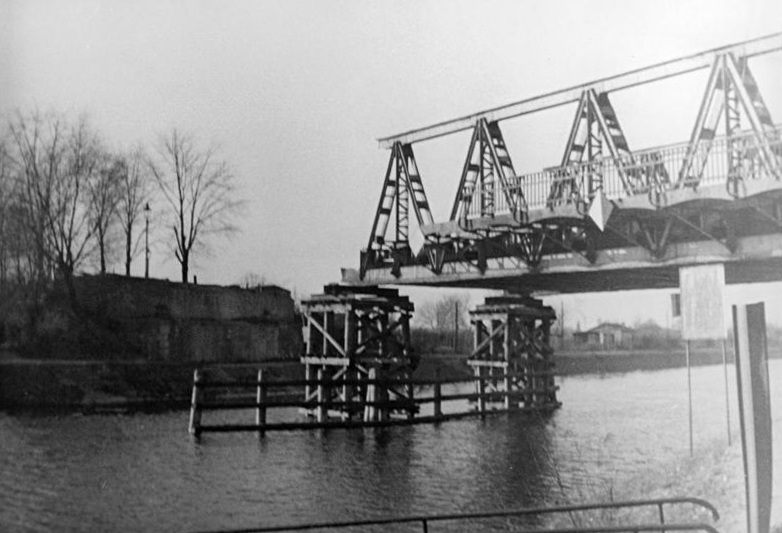
Die teilzerstörte Brücke im Jahr 1950 (wiederaufgerichtet)

Da Ende April 1945 über dem Britzer Verbindungskanal (damals: Britzer Zweigkanal) neben der Baumschulenbrücke auch die nahegelegene Britzer-Allee-Brücke (im späteren westlichen Sektor) sowie die Südostalleebrücke durch deutsche Truppen zerstört wurden, musste der zuständige Ost-Berliner Magistrat zur besseren Versorgung des quasi abgeschnittenen Stadtteils zunächst die Baumschulenbrücke provisorisch teilsanieren. Bis 1950 wurde der erhalten gebliebene Teil der Brücke gehoben und mit einem neuen Holzpfeiler versehen (Siehe Foto links). Später, in den 1950er Jahren wurde sie als eine (Teil-)Balkenbrücke mit Holzbohlen dem Verkehr übergeben. Die Ikarus-Buslinie 47 der BVB (Ost) verkehrte bis nach der Fusion mit der BVG (West) 1992 über diese Brücke und entspricht der gegenwärtigen Buslinie 245.
Nach Errichtung der ab August 1961 westlich der Brücke am Kanal verlaufenden Berliner Mauer wurde der Fahrgastschiffahrtsverkehr, das Baden und Fischfang von Baumschulenbrücke bis zur Grenzlinie verboten. (In der Praxis wurden die Verbote auch bis zur nahen, nordöstlichen Oberspree ausgedehnt und durch die Wasserschutzpolizei kontrolliert; d. h., wer angelte oder badete, musste aufpassen.)
Dagegen gab es weiterhin, und ab Anfang der 1970er Jahre einen verstärkten Frachtverkehr aus Schubbooten mit ein oder mehreren Schubleichtern von östlicher Seite, um West-Berlin mit Kohle, Kies etc. zu versorgen. Da die Kontrollmaßnahmen (nach Ankündigung der Schiffe mittels Horn) bereits in Sichtweite westlich der Brücke begannen, wurden kurz darauf die Brückengeländer mit einem ca. drei Meter hohen Sichtschutz aus gelber Wellplastik versehen, um neugierige Blicke fernzuhalten. Der Sichtschutz wurde erst nach dem Mauerfall demontiert.
Ab 1991/1992 wurde die alte Brücke wieder mit den beidseitigen Straßenteilen verbunden und diente noch bis 1994 dem Straßenverkehr, dann musste sie dringend instand gesetzt werden. Während der Sanierungsarbeiten konnte jeweils eine Fahrspur weiter benutzt werden, für die andere Richtung hatte die Senatsverwaltung für Stadtentwicklung eine stählerne Behelfsbrücke – die gegenwärtige Britzer-Allee-Brücke – geplant und eine Umgehungsstrecke für schwere Lkw über Forsthausallee, Neuköllnische Allee und Britzer Allee ausgewiesen.
Die Wiederherstellung der Brücke erfolgte durch Planung der Ingenieurbaufirma Gregull und Spang weitgehend dem historischen Vorbild. Die 9,2 Meter breite Fahrstraße wird durch das neunteilige, nun beige-farbige Eisenfachwerk begrenzt. Die jeweils zwei Meter breiten Fußwege sind als Kragarme ausgeführt und werden durch ein feuerrotes Gitter zum Wasser abgegrenzt; rhythmisch gegliedert mit massiv kunstgeschmiedeten Kelchblättern und Medaillons aus Stahl.

## Nutzung und Benachbartes
Außer Fußgänger-, Fahrrad- und Autoverkehr verläuft über die Baumschulenbrücke die Strecken der zwei Buslinien 170 und 265. Zusammen mit den Auffahrtsrampen überspannt sie gleichzeitig einige Kleingartenanlagen beidseits des Kanals.
Am Ende der Baumschulenstraße, im Südbereich der Brücke befindet sich das zur Humboldt-Universität gehörende denkmalgeschützte Späth-Arboretum, östlich davon liegt das Landschaftsschutzgebiet Königsheide. Eine Teilfläche Baumschulenbrücke/Forsthausallee ist als offizielles Hundeauslaufgebiet ausgewiesen.